# Leopold Gheri
Leopold Gheri (* 1. Juli 1866 in Innsbruck; † 20. Dezember 1952 in Hall in Tirol) war ein österreichischer Journalist, Schriftsteller und Maler.

## Leben
Gheri wurde in seiner Heimatstadt durch Edmund von Wörndle zum Kunstmaler ausgebildet. Auf einer Wanderung durch Elsass-Lothringen und Belgien geriet er in die Hände von Agenten der französischen Fremdenlegion. Er wurde in Nordafrika stationiert und nahm dann 1885/86 an den verlustreichen Kämpfen in Französisch-Indochina teil. Als Maler, Zeichner und Dolmetscher begleitete er in den folgenden Jahren mehrere Expeditionen durch Nordafrika und zum Roten Meer.
Von 1892 bis 1896 vervollkommnete Gheri in Weimar, Karlsruhe und Venedig seine künstlerische Ausbildung. Weitere Reisen führten ihn nach Brasilien, Bolivien, Peru, Arizona und Grönland. Ab 1904 lebte er in Innsbruck. Gheri setzte sich als verantwortlicher Redakteur der in Innsbruck erscheinenden Zeitschrift Der Kunstfreund als auch in der Gardasee-Post (1908 – 1909) vehement für Karl May ein. Er verfasste Abenteuererzählungen aus fernen Ländern ebenso wie Tiroler Dorfgeschichten und betätigte sich auch als Sammler von Sagen.

## Werke
- Drei Jahre Fremdenlegion (1914)
- Urwaldzauber und Urwaldschrecken (1925)
- Durch pfadlose Wildnis (1925)
- Unter den Rothäuten am Ohio (postum 1957)